# Isla Neny
La isla Neny es un isla de 1,5 millas de longitud y una altitud de 675 m, ubicada a 1 milla al noroeste del promontorio Cuatro Romano y directamente en la boca norte del fiordo de Neny, en la costa occidental de la Tierra de Graham en la Antártida. 
La isla Neny fue descubierta por la Expedición Británica a la Tierra de Graham (BGLE) de 1934-1937, bajo la dirección de John Riddoch Rymill y llamada así por la cercanía al fiordo Neny.

## Reclamaciones territoriales
Argentina incluye a la isla en el departamento Antártida Argentina dentro de la provincia de Tierra del Fuego, Antártida e Islas del Atlántico Sur; para Chile forma parte de la comuna Antártica de la provincia Antártica Chilena dentro de la Región de Magallanes y de la Antártica Chilena; y para el Reino Unido integra el Territorio Antártico Británico. Las tres reclamaciones están sujetas a las disposiciones del Tratado Antártico.
Nomenclatura de los países reclamantes: 
- Argentina: isla Neny
- Chile: isla Neny
- Reino Unido: Neny Island